# Ceratophora stoddartii
Espèce
Ceratophora stoddartii est une espèce de sauriens de la famille des Agamidae.

## Répartition
Cette espèce est endémique du Sri Lanka. On peut la trouver aux environs de 200 m d'altitude.

## Description
Cette espèce peut être distinguée de tous les autres Ceratophora par la présence d'un appendice rostral proéminent. Lorsqu'elle est effrayée, ou en cas de danger, elle peut remuer sa lèvre supérieure, dirigeant sa corne rostrale vers l'avant puis vers l'arrière dans un mouvement de va-et-vient assez impressionnant. C'est une réaction naturelle du corps, longue et irrégulière. Ceratophora stoddartii peut mesurer 85 mm de longueur de corps pour une longueur totale de 160 mm environ.

## Étymologie
Cette espèce est nommée en l'honneur du lieutenant-colonel Charles Stoddart (1806-1842).

## Publication originale
- Gray, 1834 : Illustrations of Indian Zoology, chiefly selected from the collection of Major-General Hardwicke. vol. 2, p. 1-263 (texte intégral).